# Тофанма
Тофанма или Тофамна — малочисленый папуасский народ, проживающий в приграничном районе Индонезии, на северо-востоке провинции Папуа.

## О народе
Тофанма в основном охотятся и собирают пищу, но некоторые также занимаются садоводством. На краю их родины есть дорога, но их земли располагаются на высоте от 600 до 1850 метров над уровнем моря.
В языковой области нет неполных средних или средних школ.
Некоторые из народа тофанма носят современную одежду. Основным продуктом питания людей является саго, но они также едят сладкий картофель и бананы. Тофанма используют металлические топоры и ножи, а также традиционные инструменты. Дома обычно строят на сваях, а стены домов делают из ветвей саго. Люди получают питьевую воду, как правило, прямо из реки. У народа тофанма нет евангельских кассет, фильмов и видео на их языке. Евангелическая христианская церковь Индонезии находится в их языковой зоне.
Тофанма иногда называют народом тофамна, но они предпочитают, чтобы их называли тофамна.

## Религия
Тофанма преимущественно христиане-протестанты (76 %), остальные предпочитают народные верования